# Steele Von Hoff
Steele Von Hoff, né le 31 décembre 1987 à Mornington (Victoria) (en), est un coureur cycliste australien.

## Biographie
Steele Von Hoff pratique le triathlon pendant six ans, lorsqu'il est élève en high school (enseignement secondaire). Après avoir disputé une course de VTT pour remplacer un coureur absent, il est engagé par une équipe de VTT, pour laquelle il court pendant quatre ans. En 2011, il est recruté par l'équipe sur route Genesys Wealth Advisers. Durant cette saison, il se distingue au sprint et remporte 18 courses. Il est repéré par Chann McRae, qui l'engage dans l'équipe continentale Chipotle-First Solar Development, réserve de l'équipe professionnelle américaine Garmin-Barracuda qu'il a vocation à rejoindre l'année suivante.
En janvier 2012, il est sélectionné au sein de l'équipe nationale australienne (UniSA-Australia) pour participer au Tour Down Under. Deuxième de la Course des chats, il est vainqueur d'étapes du Tour du Loir-et-Cher, de l'Olympia's Tour, du Tour de Guadeloupe. En août, il intègre Garmin-Sharp en tant que stagiaire. Il est notamment deuxième et quatrième d'étape du Tour de Grande-Bretagne, troisième d'étape du Tour du Danemark, sixième de la World Ports Classic et 19e de Paris-Tours.
En 2013, il devient donc professionnel chez Garmin-Sharp, qui l'engage pour deux ans. Il est troisième du championnat d'Australie sur route en début d'année. En janvier 2014, il est champion d'Australie du critérium. Il est troisième de la première étape du Tour Down Under quelques jours plus tard. En fin d'année 2014, il n'est pas conservé par l'équipe Garmin, qui fusionne avec Cannondale et intègre huit de ses coureurs. Von Hoff rejoint l'équipe continentale NFTO, espérant qu'elle lui permette de retrouver le World Tour.
En janvier 2015, il conserve son titre de champion d'Australie du critérium, en battant au sprint Caleb Ewan. Il remporte au sprint la quatrième étape du Tour Down Under, qu'il dispute avec la sélection nationale UniSA-Australia. Il s'agit de sa première victoire sur le circuit World Tour.
En 2018, il remporte la course en ligne aux Jeux du Commonwealth.

## Palmarès et classements mondiaux

### Palmarès
- 2010
  - 7e étape du Tour du Gippsland
  - Shipwreck Coast Classic
- 2011
  - 3e étape du Mersey Valley Tour
  - 1re étape du Canberra Tour
  - 3e étape du Tour de Toowoomba
  - 3e, 5e, 6e et 9e étapes du Tour du Gippsland
  - 2e et 3e étapes du Tour de Geelong
  - 2e, 5e, 8e, 12e et 15e étapes du Tour of the Murray River
  - 2e étape de la Goulburn to Sydney Classic
  - Launceston to New Norfolk Classic
  - 2e du Tour of the Murray River
  - 2e du National Road Series
  -  Médaillé de bronze au championnat d'Océanie sur route
  - 3e du Mersey Valley Tour
  - 3e de la Goulburn to Sydney Classic
- 2012
  - 5e étape du Tour du Loir-et-Cher
  - 6e étape de l'Olympia's Tour
  - 2ea et 9e étapes du Tour de Guadeloupe
  - 3e du championnat d'Australie du critérium
- 2013
  - 2e du championnat d'Australie du critérium
  - 3e du championnat d'Australie sur route
- 2014
  -  Champion d'Australie du critérium
- 2015
  -  Champion d'Australie du critérium
  - 4e étape du Tour Down Under
  - Jock Wadley Memorial
  - East Midlands International Cicle Classic
- 2016
  - 1re étape du Tour de Norvège
  - 1re étape du Sibiu Cycling Tour
- 2017
  - Jock Wadley Memorial
  - 1re étape du Ronde van Midden-Nederland (contre-la-montre par équipes)
  - 2e du Ronde van Midden-Nederland
- 2018
  -  Médaillé d'or de la course en ligne aux Jeux du Commonwealth
  - 2e du championnat d'Australie du critérium
  - 7e de la Cadel Evans Great Ocean Race

### Classements mondiaux
| Année                                 | 2011 | 2012 | 2013 | 2014 | 2015 | 2016 | 2017  | 2018  |
| ------------------------------------- | ---- | ---- | ---- | ---- | ---- | ---- | ----- | ----- |
| UCI World Tour                        |      |      | 158e | 210e |      | nc   | nc    | nc    |
| Classement mondial                    |      |      |      |      |      | 360e | 1242e | 688e  |
| UCI Europe Tour                       | nc   | 148e |      |      | 395e | 231e | 870e  | 1870e |
| UCI Asia Tour                         | nc   | nc   |      |      | nc   | 573e | 432e  | 556e  |
| UCI America Tour                      | nc   | 169e |      |      | nc   | nc   | nc    | nc    |
| UCI Oceania Tour                      | 18e  | 10e  |      |      | 17e  | 38e  | nc    | 67e   |
|                                       |      |      |      |      |      |      |       |       |
| Légende : nc = non classéSource : UCI |      |      |      |      |      |      |       |       |